# Тешеххуд
Тешеххуд (арапски: تَشَهُّد, „сведочанство вере”), такођер познат као „ет-Техијјат” (арапски: ٱلتَّحِيَّات, „поздрави/селами“), дио је муслиманске молитве (намаз) у којем особа клечи или седи на земљи окренута према кибли (у правцу Меке), велича Аллаха и поздравља Мухамед и „исправне Аллахове слуге”, након чега следи Шехадет. Након рецитације обично следи зазивање благослова и мира на Мухамеду познато као салават.

## Порекло
Постоји веродостојан (сахих) и поуздан хадис који каже:
Преноси се да је Ибн Мес'уд рекао да ме је Ресулуллах, саллаллаху алејхи ве селлем, подучио тешеххуду узимајући моју руку међу своје дланове, на исти начин као што ме је подучио поглављу/суру из Кур'ана, а такођер смо читали то након његове смрти.

## Сунитска традиција

### Ханефи и Ханбели
Верзију која се приписује Абдуллаху ибн Мес'уду користе сунитски муслимани из ханефијског и ханбелијског мезхеби, као и несунитски ибади муслимани:
арапски: ٱلتَّحِيَّاتُ لِلَّٰهِ وَٱلصَّلَوَاتُ وَٱلطَّيِّبَاتُ، ٱلسَّلَامُ عَلَيْكَ أَيُّهَا ٱلنَّبِيُّ وَرَحْمَةُ ٱللَّٰهِ وَبَرَكَاتُهُ، ٱلسَّلَامُ عَلَيْنَا وَعَلَىٰ عِبَادِ ٱللَّٰهِ ٱلصَّالِحِينَ، أَشْهَدُ أَنْ لَا إِلَٰهَ إِلَّا ٱللَّٰهُ، وَأَشْهَدُ أَنَّ مُحَمَّدًا عَبْدُهُ وَرَسُولُهُ.

Поздрави/селами Аллаху и молитве/дове i добра дела. Нека је мир на тебе, o Веровесниче, као и Аллахова милост и Његови благослови. Нека је мир на нас и на честите Аллахове слуге. Сведочим да нема бога осим Аллаха, и сведочим да је Мухамед Његов слуга и Његов Посланик.

### Малики
Верзију која се приписује Омеру користи маликијски мезхеб:
арапски: ٱلتَّحِيَّاتُ لِلَّٰهِ ٱلزَّاكِيَاتُ لِلَّٰهِ ٱلطَّيِّبَاتُ وَٱلصَّلَوَاتُ لِلَّٰهِ ٱلسَّلَامُ عَلَيْكَ أَيُّهَا ٱلنَّبِيُّ وَرَحْمَةُ ٱللَّٰهِ وَبَرَكَاتُهُ، ٱلسَّلَامُ عَلَيْنَا وَعَلَىٰ عِبَادِ ٱللَّٰهُ ٱلصَّالِحِينَ، أَشْهَدُ أَنْ لَا إِلَٰهَ إِلَّا ٱللَّٰهُ، وَأَشْهَدُ أَنَّ مُحَمَّدًا عَبْدُهُ وَرَسُولُهُ.

Поздрави/селами Аллаху, чистоћа Аллаху, добра дела и молитве/дове Аллаху. Нека је мир на тебе, o Веровесниче, као и Аллахова милост и Његови благослови. Нека је мир на нас и на честите Аллахове слуге. Сведочим да нема бога осим Аллаха, и сведочим да је Мухамед Његов слуга и Његов Посланик.

### Шафији
Верзију која се приписује Ибн Аббасу користи шафијски мезхеб:
арапски: ٱلتَّحِيَّاتُ ٱلْمُبَارَكَاتُ ٱلصَّلَوَاتُ ٱلطَّيِّبَاتُ لِلَّٰهِ، ٱلسَّلَامُ عَلَيْكَ أَيُّهَا ٱلنَّبِيُّ وَرَحْمَةُ ٱللَّٰهِ وَبَرَكَاتُهُ، ٱلسَّلَامُ عَلَيْنَا وَعَلَىٰ عِبَادِ ٱللَّٰهُ ٱلصَّالِحِينَ، أَشْهَدُ أَنْ لَا إِلَٰهَ إِلَّا ٱللَّٰهُ، وَأَشْهَدُ أَنَّ مُحَمَّدًا رَسُولُ ٱللَّٰهِ.

Благословљени поздрави/селами, молитве/дове, добра дела Аллаху. Нека је мир на тебе, o Веровесниче, као и Аллахова милост и Његови благослови. Нека је мир на нас и на честите Аллахове слуге. Сведочим да нема бога осим Аллаха, и сведочим да је Мухамед Његов слуга и Његов Посланик.